# Tedania ignis
Tedania ignis är en svampdjursart som först beskrevs av Duchassaing och Giovanni Michelotti 1864.  Tedania ignis ingår i släktet Tedania och familjen Tedaniidae. Inga underarter finns listade i Catalogue of Life.